# ロシアン・ヘリコプターズ
ロシアン・ヘリコプターズ（ロシア語: Вертолёты России ベルトリョートゥィ ロシーイ、英語: Russian Helicopters）は、ヘリコプターの設計・製造を行っているロシアの航空機メーカーで、モスクワを本拠地とする。それまでロシアを代表するヘリコプターメーカーだったミルとカモフらを合併する形で2007年に設立された。

## 主な開発機
- Ka-27PL（КА-27ПЛ） - 対潜ヘリコプター
- Ka-27PS（КА-27ПC） - 捜索救難ヘリコプター
- Ka-31（КА-31） - 空中警戒ヘリコプター
- Ka-52アリガートル（КА-52 АЛЛИГАТОР） - 多目的攻撃ヘリコプター
- Ka-60（КА-60） - 多目的ヘリコプター
- Ka-62（КА-62） - 多目的ヘリコプター
- Ka-226（КА-226） - 多目的ヘリコプター
- Mi-8 - 1968年、多用途ヘリコプター
- Mi-24 - 1978年、大型戦闘ヘリコプター
- Mi-26 - 世界最大のヘリコプター
- Mi-28 - 1984年 戦闘用
- Mi-38 - 2000年、多用途ヘリコプター
- Mi-54 - 2010年 多用途